# 小行星6920
小行星6920（6920 Esaki）是一颗绕太阳运转的小行星，为主小行星带小行星。该小行星于1993年5月14日发现。

## 轨道参数
小行星6920的轨道半长轴为2.3874374 UA，离心率为0.078。